# Костино (Пушкинский район)
Костино — деревня в Пушкинском районе Московской области России, входит в состав городского поселения Правдинский. Население — 42 чел. (2010).

## География
Расположена на севере Московской области, в южной части Пушкинского района, рядом с М8 Ярославским шоссе, примерно в 5 км к северо-востоку от центра города Пушкино и 21 км от Московской кольцевой автодороги, на правом берегу впадающей в Учу реки Скалбы.
В 3 км к западу — линия Ярославского направления Московской железной дороги. В деревне одна улица — Садовая. Ближайшие сельские населённые пункты — село Братовщина и посёлок Зелёный Городок, ближайшая железнодорожная станция — платформа Заветы Ильича. Связана автобусным сообщением с районным центром.

## Население
| 1890 | 1899 | 1926 | 2002 | 2006 | 2010 |
| ---- | ---- | ---- | ---- | ---- | ---- |
| 15   | ↗21  | ↗222 | ↘27  | ↗33  | ↗42  |

## История
По данным на 1890 год — сельцо 1-го стана Морозовской волости Дмитровского уезда Московской губернии с 15 жителями, при сельце мыловаренный завод купца Тессаря. В 1899 году — в составе Богословской волости Дмитровского уезда, 21 житель.
По материалам Всесоюзной переписи населения 1926 года — деревня Братовщинского сельсовета Пушкинской волости Московского уезда Московской губернии в 2 км от Ярославского шоссе и 2,5 км от станции Братовщина Северной железной дороги, проживало 222 жителя (148 мужчин, 74 женщины), насчитывалось 12 хозяйств, из которых 10 крестьянских.
С 1929 года — населённый пункт в составе Пушкинского района Московского округа Московской области. Постановлением ЦИК и СНК от 23 июля 1930 года округа как административно-территориальные единицы были ликвидированы.
Административная принадлежность
1929—1930, 1934—1957, 1962—1963, 1965—1994 гг. — деревня Братовщинского сельсовета Пушкинского района.
1930—1934 гг. — деревня Братовщинского сельсовета Зелёного города.
1957—1960 гг. — деревня Братовщинского сельсовета Мытищинского района.
1960—1962 гг. — деревня Братовщинского сельсовета Калининградского района.
1963—1965 гг. — деревня Братовщинского сельсовета Мытищинского укрупнённого сельского района.
1994—2006 гг. — деревня Братовщинского сельского округа Пушкинского района.
С 2006 года — деревня городского поселения Правдинский Пушкинского муниципального района Московской области.